# エリア・レガーティ
エリア・レガーティ（Elia Legati,1986年1月3日 - ）は、イタリア出身の元サッカー選手。現役時代のポジションはDF。

## 経歴
ミラン・プリマヴェーラ出身。レンタル先のACレニャーノで主力となると、2008年夏にはフランスの名門モナコへレンタルされたが出場は無かった。その後は主にセリエBのクラブで試合に出ている。

## 所属クラブ
- ACミラン 2006-2009
  - → ACレニャーノ(loan) 2006-2008
  - → ASモナコ(loan) 2008
  - → ノヴァーラ・カルチョ(loan) 2009
- FCクロトーネ 2009-2010
- カルチョ・パドヴァ 2010-2014
  - → カルピFC 2014
- ヴェネツィアFC 2014-2015
- FCプロ・ヴェルチェッリ 2015-2018
- フェラルピサロ 2018-2023